# Pseudolasius pygmaeus
Pseudolasius pygmaeus är en myrart som beskrevs av Auguste-Henri Forel 1913. Pseudolasius pygmaeus ingår i släktet Pseudolasius och familjen myror. Inga underarter finns listade i Catalogue of Life.